# Zalewski śpiewa Niemena
Zalewski śpiewa Niemena – album Krzysztofa Zalewskiego z utworami Czesława Niemena, wydany 26 stycznia 2018 przez Kayax Production & Publishing.
Nagrania uzyskały status złotej płyty.

## Lista utworów
| Nr  | Tytuł utworu                       | Długość |
| --- | ---------------------------------- | ------- |
| 1.  | „Doloniedola”                      | 4:04    |
| 2.  | „Przyjdź w taką noc”               | 2:13    |
| 3.  | „Dziwny jest ten świat”            | 3:35    |
| 4.  | „Status mojego ja”                 | 6:00    |
| 5.  | „Począwszy od Kaina”               | 4:11    |
| 6.  | „Kwiaty ojczyste”                  | 5:14    |
| 7.  | „Jednego serca”                    | 4:53    |
| 8.  | „Pielgrzym”                        | 6:28    |
| 9.  | „Spojrzenie za siebie”             | 4:44    |
| 10. | „Domek bez adresu”                 | 2:35    |
| 11. | „Outro inspirowane Blue Community” | 3:18    |
| 12. | „Zapowiedź Piotra Metza”           | 0:49    |
| 13. | „Dziwny jest ten świat” (live)     | 4:22    |
| 14. | „Począwszy od Kaina” (live)        | 4:59    |
| 15. | „Status mojego ja” (live)          | 6:11    |
|     |                                    | 1:03:36 |

## Wykonawcy
- Krzysztof Zalewski – śpiew, gitara
- Jurek Zagórski – gitara, produkcja
- Tomasz Duda – saksofon, flet
- Kuba Staruszkiewicz – perkusja
- Pat Stawiński – bas
- Jarek Jóźwik – organy Rhodesa, syntezatory
- Natalia Przybysz – chórki
- Paulina Przybysz – chórki